# Perforatrice
Ne doit pas être confondu avec Poinçonneuse.
Une perforatrice est un outil utilisé pour perforer un objet ou un matériau. Plus couramment, la perforatrice accède aux deux côtés des objets à perforer et peut ainsi replier les extrémités de la perforation. C'est le modèle le plus courant, utilisé au bureau, en papeterie et pour la préparation des caisses en carton ou en bois mince. La partie à perforer est glissée entre les mâchoires de la perforatrice, qui opère comme une pince. Les extrémités peuvent se replier de deux façons selon le modèle de perforatrice, vers l'intérieur ou vers l'extérieur de la perforation. Selon le modèle de perforatrice, la pièce métallique qui replie les perforations peut pivoter et permet ainsi deux possibilités : les extrémités se replient l'une vers l'autre, ou se déplient vers l'extérieur. Il existe des modèles électriques de ces perforatrices.

## Bureau et papeterie
Dans les bureaux ou en papeterie, les perforatrices se présentent généralement sous forme de pinces, dont les mâchoires se croisent. Lorsqu'elles s'utilisent sans se poser au sol ou sur une table, on parle plutôt de poinçonneuse. La perforatrice et la poinçonneuse n'opèrent pas de la même façon.
La perforatrice a été officiellement inventée par un Allemand le 14 novembre 1886. En 2017, pour rappeler cet événement, Google a dédié son Doodle à cet outil. Son inventeur est Friedrich Soennecken (1848-1919). Il imagine un outil de bureau capable de percer de petits trous dans du papier. Après avoir créé un modèle, il dépose un brevet en Allemagne et appelle son invention « Papierlocher fur Sammelmappen », qui sera ensuite désigné sous le nom de « perforatrice ».
Dans le langage familier, une perforatrice est aussi appelée trouilloteuse. Bien sûr, en 130 ans d'histoire de la perforatrice, son utilisation a bien évolué, elle est toujours présente dans les bureaux, mais trouve aussi sa place pour la création de faire-part ou carte de vœux.

## Mécanographie
En mécanographie, le terme « perforatrice » désigne un appareil servant à perforer des cartes pour constituer un fichier de données, ou un programme. La perforatrice de carte peut être indépendante des machines de traitement :  dans ce cas, on préfère utiliser le terme de poinçonneuse. C'est l'outil principal de travail dans les bureaux de saisie (perfo/vérif) d'un atelier de mécanographie. Il existait également des perforatrices automatiques (enregistreur de carte) connectées aux appareils de traitement (tabulatrice, ordinateur) pour perforer la sortie des résultats sur des cartes récapitulatives destinées à entrer dans de nouveaux traitements. Il s’agissait des premiers traitements par lots

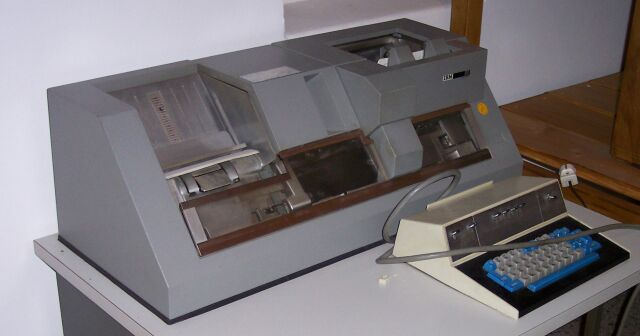
Perforatrice semi-automatique IBM 029
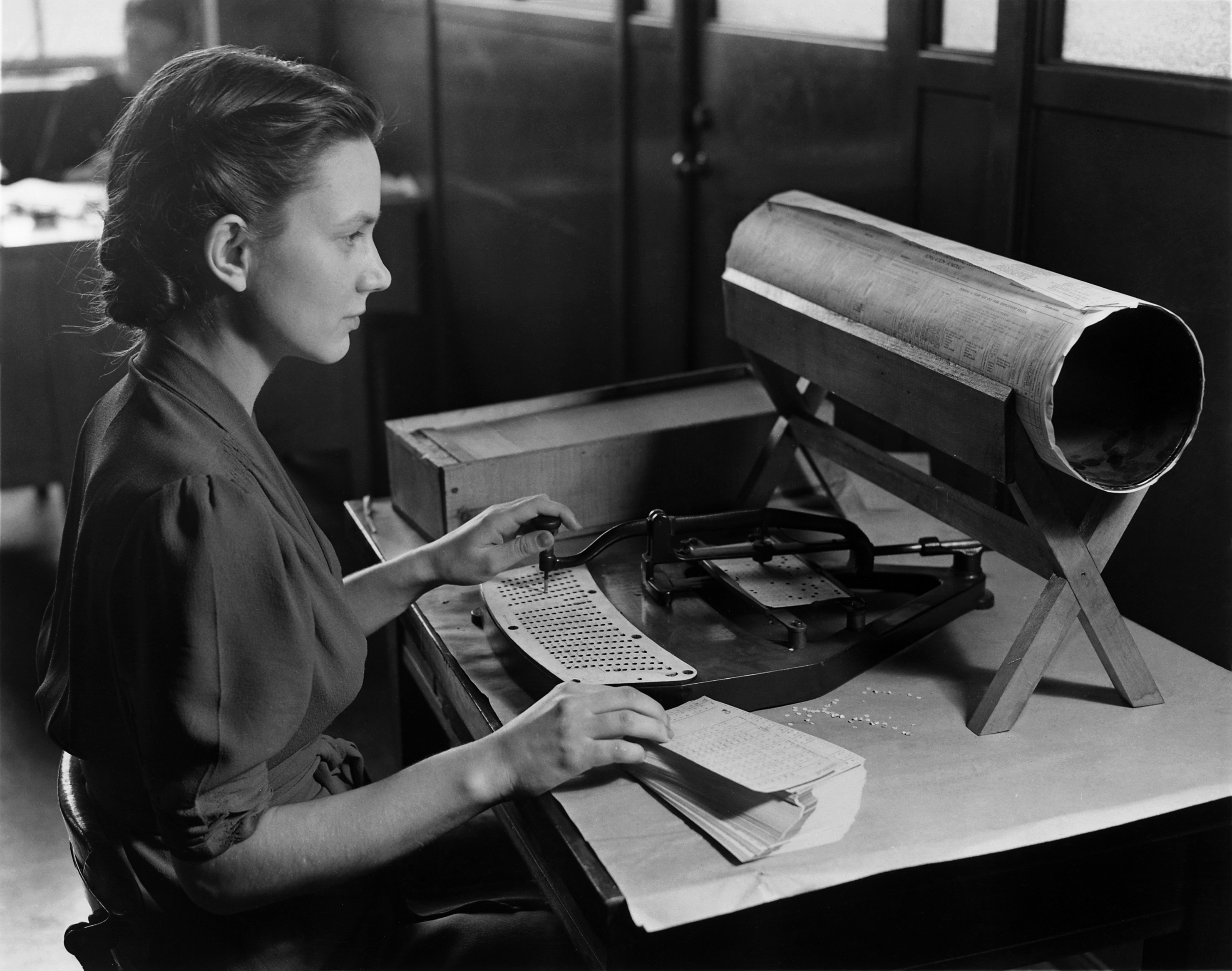
Opératrice de saisie (perforatrice) utilisant une poinçonneuse d'Hollerith

Le même terme « perforatrice » (abr. : perfo.) désignait aussi l'opératrice de saisie. Ce poste de travail faisait partie des premiers emplois pourvus essentiellement par des femmes. En France, il a participé à leur émancipation professionnelle juste après la Seconde Guerre mondiale.

## Industrie
Dans l'industrie et la fabrication de pièce usinée, une perforatrice est une presse à découper.

## Bâtiment et travaux publics
Dans certains métiers du BTP, ce terme est synonyme de perforateur.